# 孤店断裂
孤店断裂是指位于中华人民共和国吉林省松原市的一个断层，其整体位于松辽盆地中央凹陷区内。截至目前，吉林省有史以来规模最大的一次地震（1119年前郭地震）即发生在该断裂上。

## 构造机制
孤店断裂是吉林省内最为活跃的断裂之一，在该断裂上发生的1119年前郭地震是吉林省有史以来规模最大的一次地震。2012年，为弄清所处盆地的活动断裂和发震构造情况，松原市地震局委托防灾科技学院开展了城市活动断裂探测与地震危险性评价项目，于2013年5月通过专家验收。最终确认，孤店断裂位于太平洋板块西侧、东亚活动大陆边缘的松辽盆地上，发育在大陆内部太古宇—元古宇基底之上。孤店断裂为弧形断裂，各分段走向为NW向或NE向，总体上具有逆断性质，但在深层具有正断性质，被认为是松辽盆地南部三大逆断层之一。北起达里巴乡，经盖字井、孤杨、深井子、巨龙山村，南至菜园子。该断裂在下白垩统嫩江组底界破裂，总长度约为66千米。其中，盖字井—孤杨段以及孤杨—深井子段这两段破裂具有连续性和显著性，说明断裂新活动集中就在这两段，活动性比其他段更为强烈。
由于吉林省有记载以来最大的地震就发生在该断裂上，防灾科技学院的王雷等人于2016年认为，需对孤店断裂未来的发震能力和对目标区的影响程度加以重视。